# 三朗镇
三朗镇，原为三朗乡，是中华人民共和国河北省衡水市故城县下辖的一个乡镇级行政单位。2018年12月撤乡设镇。区划代码改为131126110。

## 行政区划
三朗镇下辖以下地区：
南镇村、韩庄村、西高才村、尹里村、南岭踪村、北岭踪村、贾召村、辛召村、蒋召村、居召村、师召村、河北召村、南鲁庄村、朱往驿村、北镇村、张田村、白佛寺村、庞田村、车田村、陈田村、新田村、前土营村、后土营村、张长林村、王长林村、李长林村、赵长林村、东牟村、西牟村、东元西村、西元西村、前崔庄村、后崔庄村、新崔庄村、大李庄村、小李庄村、杨福屯村和饮马河村。